# Nedeljska črka
Nedéljska čŕka (latinsko Littera Dominicalis)
je ena od prvih sedmih latiničnih črk: A, B, C, D, E, F in G, ki so dodeljene dnevom v ciklu po 7, kjer črka A pomeni, da se je navadno leto 1. januarja začelo na nedeljo. Črke so v pomoč pri določevanju dneva v tednu za dani koledarski datum in pri računanju datuma velike noči.
Navadno leto ima nedeljsko črko za prvo nedeljo. V letu 2003 je na primer prva nedelja 5. januarja, tako da je njegova nedeljska črka E.
V prestopnih letih prestopni dan ima ali pa nima nedeljske črke. V izvirni rimskokatoliški različici iz leta 1582 je imel, v anglikanski različici iz leta 1752, pa ne. V rimskokatoliški različici je imel februar 29 dni s podvojitvijo šestega dne pred vključno 1. marcem, ker je 24. februar v navadnem letu označen kot »dvojni«, in sta imeli obe polovici dvojnega dne nedeljsko črko F. Anglikanska različica je dodala ferbruarju dan, ki v navadnih letih ni obstajal, 29. februar, in tako ni imel lastne nedeljske črke.
Vsi drugi datumi imajo isto nedeljsko črko vsako leto, dnevi v tednih nedeljskih črk pa se s prestopnim letom spreminjajo pred in za interkalacijskim dnem, 24. februarja ali 29. februarja. Zato imajo prestopna leta dve nedeljski črki: prvo za januar in večina za februar, drugo pa za marec do decembra. Druga nedeljska črka je nedeljska črka, ki bi jo imelo leto, če ne bi bilo prestopno; datumi v marcu do decembra imajo iste dneve v tednih. Tašna leta so na primer:
- 2001 G
- 2002 F
- 2003 E
- 2004 DC
- 2005 B
- 2006 A
- 2007 G
- 2008 FE
- 2009 D
- 2010 C
- 2011 B
- 2012 AG
- 2013 F

Nedeljska črka leta določa dneve v tednu v njenem koledarju:
| nedeljska črka | datum prve nedelje v januarju | vrsta leta (prvi dan)  | gregorijanska frekvenca |
| -------------- | ----------------------------- | ---------------------- | ----------------------- |
| A              | 1                             | navadno (nedelja)      | 43                      |
| AG             | 1                             | prestopno (nedelja)    | 15                      |
| B              | 2                             | navadno (sobota)       | 43                      |
| BA             | 2                             | prestopno (sobota)     | 13                      |
| C              | 3                             | navadno (petek)        | 43                      |
| CB             | 3                             | prestopno (petek)      | 15                      |
| D              | 4                             | navadno (četrtek)      | 44                      |
| DC             | 4                             | prestopno (četrtek)    | 13                      |
| E              | 5                             | navadno (sreda)        | 43                      |
| ED             | 5                             | prestopno (sreda)      | 14                      |
| F              | 6                             | navadno (torek)        | 44                      |
| FE             | 6                             | prestopno (torek)      | 14                      |
| G              | 7                             | navadno (ponedeljek)   | 43                      |
| GF             | 7                             | prestopno (ponedeljek) | 13                      |
|                |                               | skupaj                 | 400                     |